# Ammatas
Ammatas est un général vandale et l'un des deux frères de Gélimer, le dernier roi du royaume vandale. Il commande l'un des trois corps d'armée lors de la bataille l'Ad Decimum, dans laquelle il meurt, le 13 septembre 533.

## Biographie
Ammatas, est à Carthage quand a lieu le débarquement des Byzantins sur les côtes d'Afrique, dont le but est de restaurer Hildéric, l'avant-dernier roi vandale destitué par Gélimer. Il reçoit rapidement de ce dernier l'ordre de mettre à mort le roi déchu Hildéric, ainsi que son général, Hoamer, et plusieurs de leurs partisans. Il lui ordonne en outre de rassembler tous les Vandales prêts au combat. Celui-ci se lance en urgence vers le défilé de l'Ad Décimum, qu'il doit tenir à tout prix, afin de bloquer les Byzantins de Bélisaire dans cet étroit passage, conformément au plan initial établi par le roi Gélimer. Mais au lieu de se porter avec tout son monde au point de rendez-vous, il commet l'erreur d'anticiper la marche de son corps d'armée avant que celui-ci ne termine sa concentration, et de n'être dans le défilé qu'avec peu d'hommes, car le reste est dispersé et étiré entre Carthage et l'Ad Decimum, en petit groupes, par trentaine ou vingtaine de soldats. Ce n'est pas la seule erreur commise par Ammatas ; en effet, il arrive vers midi au lieu indiqué et au lieu d'attendre le passage du corps de bataille principal commandé par Bélisaire, ou son corps d'armée est présent, il attaque deux heures à l'avance Jean l'Arménien afin de l'empêcher de prendre le contrôle de ce passage stratégique et de menacer directement Carthage.   
Ammatas, à la tête de quelques troupes seulement, soit 150 cavaliers vandales, rencontre l'avant-garde de Bélisaire commandée par Jean l'Arménien, en tout 600 gardes à cheval. Malgré son courage, selon l'historien byzantin Procope de Césarée, il exécute de ses propres armes 12 soldats romains, il est criblé de coups et meurt juste après. Ses hommes sont poursuivis par les Byzantins jusqu'aux portes de Carthage qui font un grand massacre.

## Bataille de l'Ad Decimum
Ammatas est considéré par la plupart des historiens comme le principal responsable de la défaite vandale de l'Ad décimum. D'abord, il ne réussit pas à contrôler le défilé ni à coordonner son attaque avec celle de Gibamond, un autre commandant vandale ou Gélimer. Enfin, son régiment de cavalerie, constitué de 2 500 hommes, est sacrifié pour une action de prestige, au moment où le roi Gélimer a besoin de toutes les troupes disponibles. 
De plus, le cadavre d'Ammatas, cause encore de graves problèmes à Gélimer. En effet, c'est à la vue du cadavre de son frère sur le champ de bataille que le roi vandale perd son bon sens et devient fou. Au lieu de poursuivre son offensive sur les troupes byzantines, qui auraient pu être écrasées, surtout après qu'un corps de cavalerie formé de la garde personnelle de Bélisaire, les célèbres Buscellaries, commandés par Uliaris, a été repoussé par l'avant-garde de Gélimer, les soldats vandales baissent leurs gardes, alors que Gélimer rend les honneurs au cadavre de son frère Ammatas et l'enterre.
Profitant de ce répit, Bélisaire arrête la débandade de son armée, la regroupe au sud de l'Ad Décimum et lance une contre-attaque contre Gélimer, qu'il réussit à vaincre, terminant ainsi la bataille de l'Ad Decimum.     